# Ursus de Bénévent
Ursus de Bénévent (mort après 892), prince de Bénévent de 890 à 891.

## Biographie
Ursus ou Ours est le jeune fils et successeur en octobre 890 d'Aio de Bénévent qui l'avait associé au trône. Il ne réussit pas à maintenir sa souveraineté plus d'une année selon le « Chronicon Salernitanum » et Bénévent et la principauté sont conquises par le Stratège byzantin Symbatikios  Protospatarios (891-892) et intégrées dans le Thème de Longobardie jusqu'en 895. Le sort ultérieur d'Ursus est inconnu.

## Sources
- Jules Gay L'Italie méridionale et l'Empire byzantin depuis l'avènement de Basile Ier jusqu'à la prise de Bari par les Normands (867-1071) Albert Fontemoing éditeur, Paris 1904 p. 636.
- (en) Ursus  sur le site Medieval Lands